# Ignác Gyulay

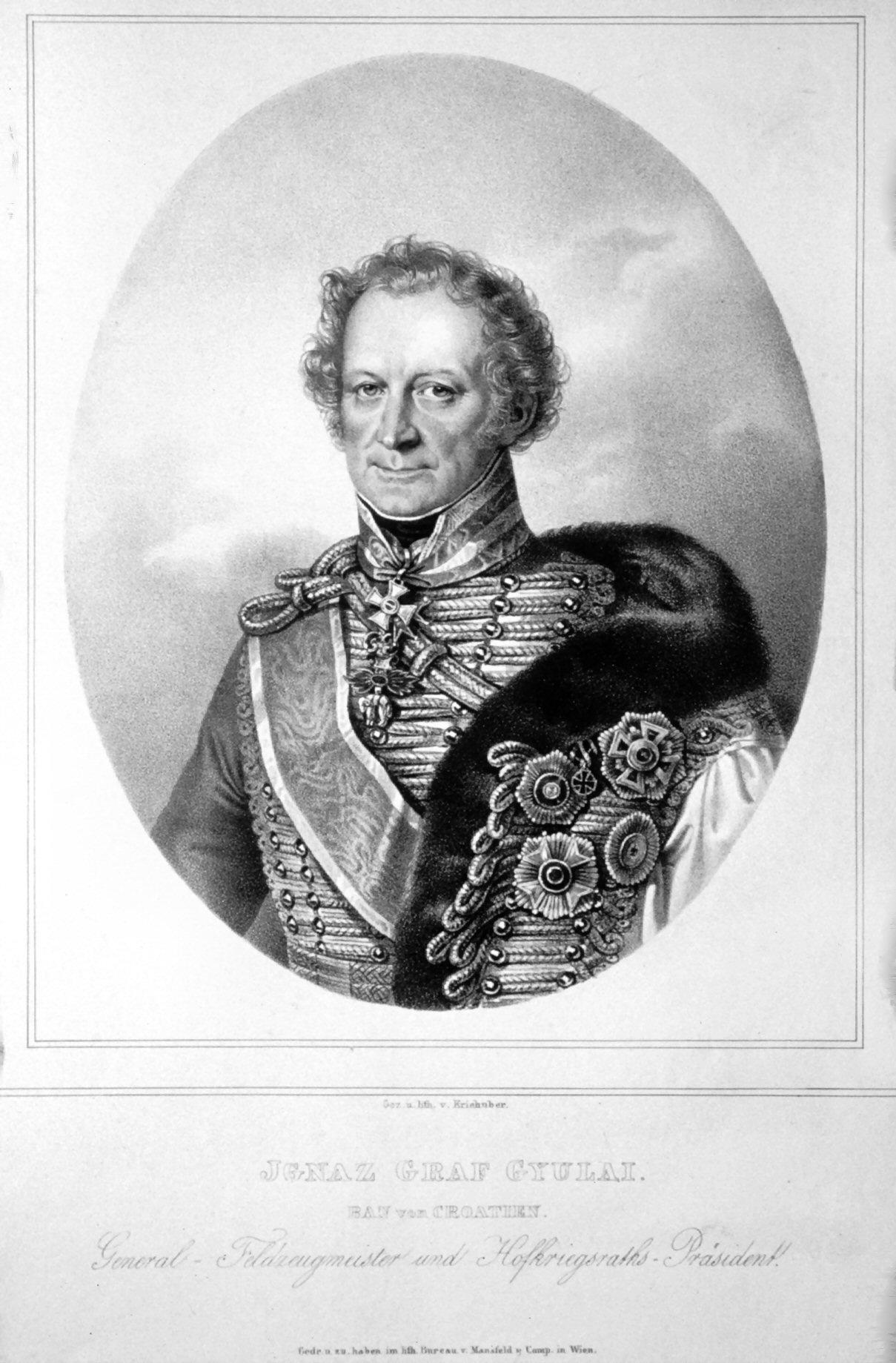
Ignác Gyulay

Ignác Gyulay de Marosnémeti și Nádaska, alternativ Ignácz Gyulay, Ignaz Gyulai, (n. 11 septembrie 1763, Sibiu, Monarhia Habsburgică – d. 11 noiembrie 1831, Viena, Imperiul Austriac) a fost un ofițer maghiar din armata austriacă în perioada napoleoniană.
S-a remarcat în luptele împotriva Imperiului Otoman și în Războaiele Revoluției Franceze.
În perioada 1793-1796 a fost în componența trupelor reacționare care au desființat Prima Republică Franceză. Între 1801 și 1831 a fost comandantul unui regiment imperial austriac de infanterie.
Gyulay a avut un rol cheie în Bătălia de la Leipzig, încheiată cu înfrângerea lui Napoleon. 
Începând cu anul 1816 a fost guvernator în Croația. În anul 1824 a preluat comandamentul general în Boemia. Din 1829 a comandat în Austria. Pe data de  7 octombrie 1830 a devenit președinte al Consiliului de Război (Hofkriegsrat), precursorul Ministerului Imperial și Regal de Război, funcție pe care a deținut-o până la decesul său.